# Bandola (klacz)
Bandola (ur. 26 marca 1948, zm. 26 marca 1983) – siwa klacz czystej krwi arabskiej z polskiej hodowli Stadniny Koni Albigowa. Córka ogiera Witraż i klaczy Bałałajka po Amurath Sahib. Wybitna matka stadna, matka 16 źrebiąt m.in. słynnego Bandosa. Nazywana „Legendą Janowa”, „Królową Janowa”.

## Pochodzenie
Pochodzi z rodziny klaczy Mlecha. Matka Bałałajka (Amurath Sahib – Iwonka III) ur. w 1941, hod. Anny Bąkowskiej z Kraśnicy. Ojciec Witraż (Ofir – Makata) ur. w 1938, hod. SK Janów Podlaski, brat słynnego Witeźa II i Wielkiego Szlema.

### Drzewo Genealogiczne
| 0       | 1         | 2             | 3              | 4                   |
| ------- | --------- | ------------- | -------------- | ------------------- |
| Bandola | Witraż    | Ofir          | Kuhailan Haifi | –                   |
| Bandola | Witraż    | Ofir          | Kuhailan Haifi | Kuhaylah            |
| Bandola | Witraż    | Ofir          | Dziwa          | Abu Mlech           |
| Bandola | Witraż    | Ofir          | Dziwa          | Zulejma             |
| Bandola | Witraż    | Makata        | Fetysz         | Bakszysz            |
| Bandola | Witraż    | Makata        | Fetysz         | 282 Siglavy Bagdady |
| Bandola | Witraż    | Makata        | Gazella II     | Koheilan            |
| Bandola | Witraż    | Makata        | Gazella II     | Abra                |
| Bandola | Bałałajka | Amurath Sahib | Amurath II     | Amurath             |
| Bandola | Bałałajka | Amurath Sahib | Amurath II     | Fatme               |
| Bandola | Bałałajka | Amurath Sahib | Sahiba         | Nana Sahib I        |
| Bandola | Bałałajka | Amurath Sahib | Sahiba         | Dońka               |
| Bandola | Bałałajka | Iwonka III    | Ibn Mahomet    | Mahomet             |
| Bandola | Bałałajka | Iwonka III    | Ibn Mahomet    | Sułtanka            |
| Bandola | Bałałajka | Iwonka III    | Łysa           | Hassizi             |
| Bandola | Bałałajka | Iwonka III    | Łysa           | Dżami I             |

## Potomstwo[2]
- Bandurka (ur. 1954) po Morocz
- Budnik (ur. 1956) po Omar II
- Barkas (ur. 1957) po Geyran
- Banger (ur. 1958) po Geyran
- Bajram (ur. 1959) po Petruszok ex Petushok
- Barysz (ur. 1960) po Faher, czempiot Kanady w 1964[3]
- Banda (ur. 1962) po Petruszok ex Petushok
- Beatrice (ur. 1963) po Petruszok ex Petushok, zwyciężczyni polskiego OAKS[4]
- Bandos (ur. 1964) po Negatiw, znakomity reproduktor, pradziadek Pianissimy, ojciec wielu czempionów Polski i Europy, sprzedany do USA za 806 tys. dolarów.
- Banzaj (ur. 1965) po Czort
- Banat (ur. 1967) po El Azrak, czempion Wielkiej Brytanii, ojciec 3 ogierów czołowych w SK Janów Podlaski, ojciec ogiera Piechur (ur. 1979) znakomitego konia wyścigowego, zwycięscy Derby, Nagrody Porównawczej, Nagrody Janowa.
- Bandama (ur. 1970) po Celebes
- Bankong (ur. 1971) po Elbrus
- Ballada (ur. 1975) po Partner